# Desaparición forzada

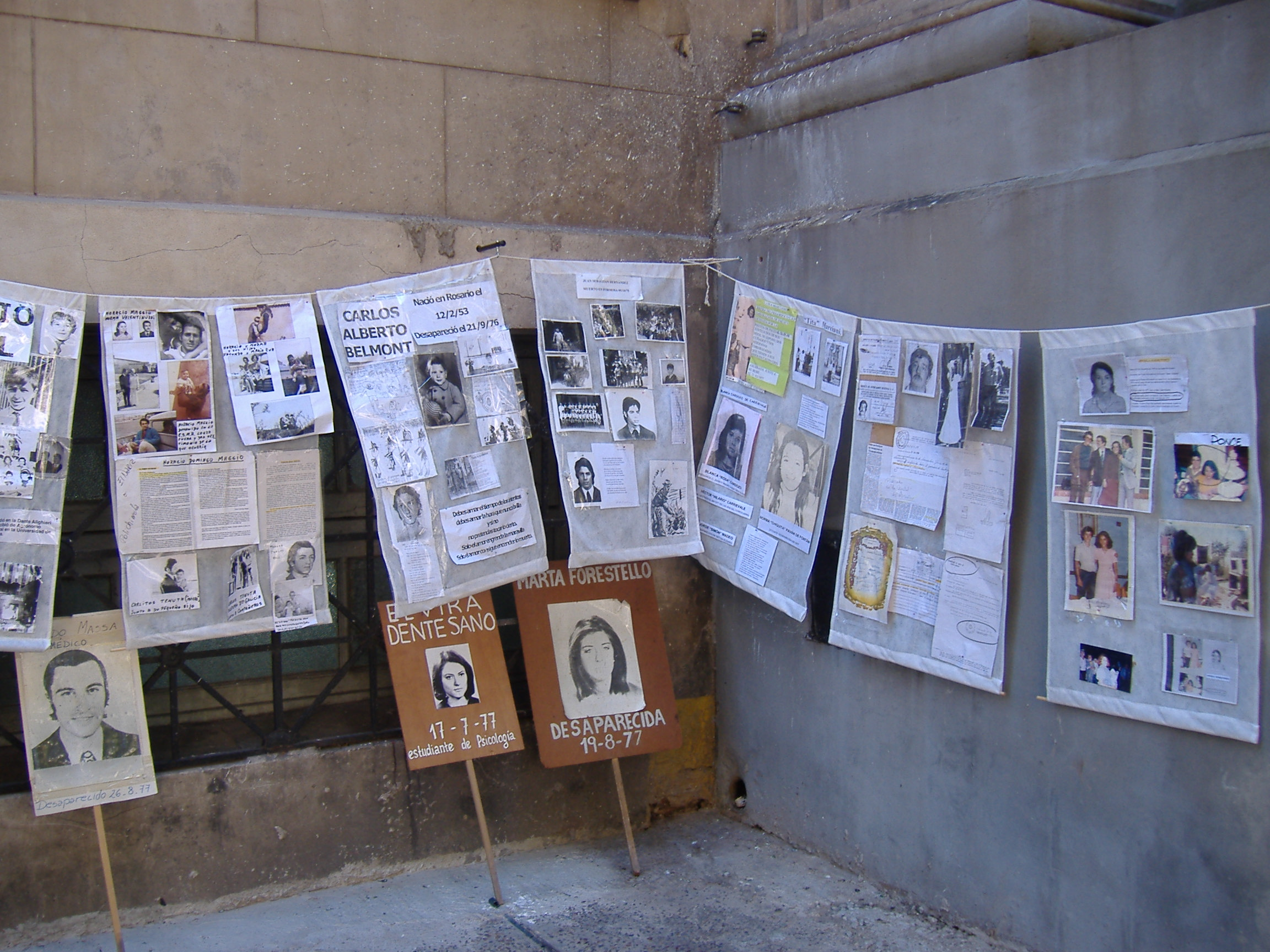
Carteles exhibidos en Rosario (Argentina) en el 2006, en recuerdo de desaparecidos o víctimas del crimen de desaparición forzada, una grave violación de los derechos humanos que se extiende por los cinco continentes.

En el ámbito jurídico, la desaparición forzada de personas (también, desaparición involuntaria de personas) es un tipo de delito complejo que supone la violación de derechos humanos y que, cometido en determinadas circunstancias, constituye también un crimen de lesa humanidad. Las víctimas comúnmente se conocen como personas desaparecidas o desaparecidos (incluso detenidos desaparecidos), sobre todo en América Latina.
El delito de desaparición forzada, tipificado en textos internacionales y en la legislación penal de varios países, se caracteriza por cualquier forma de privación de la libertad de una persona por parte de agentes del Estado o grupos o individuos que actúan con su apoyo, autorización o aquiescencia seguida de la negativa a reconocer dicha privación o su suerte, con el fin de sustraerla de la protección de la ley. El asesinato de la persona víctima de desaparición forzada, frecuentemente tras un cautiverio con torturas en un paradero oculto, pretende favorecer deliberadamente la impunidad de los responsables, que actúan con el fin de intimidar o aterrorizar a la comunidad o colectivo social al que pertenece la persona. Por tratarse de un delito permanente o continuo, el crimen continúa siendo cometido hasta que no se revela la suerte o paradero de las personas, prolongando y amplificando el sufrimiento que se causa a familiares o allegados. Estos últimos, y especialmente, por su vulnerabilidad, los niños que puedan ser sustraídos de padres afectados, son considerados también víctimas de este crimen.
El impulso para el reconocimiento de este crimen en la jurisprudencia internacional tuvo lugar desde el último cuarto del siglo XX a raíz de la multiplicación de los casos de desaparecidos en América Latina y gracias a la movilización de sectores de la opinión pública y de la sociedad civil, y en particular por la iniciativa de organizaciones no gubernamentales que surgieron primero en estos países y luego en muchos otros del mundo, especializándose en su denuncia y concienciación.
A partir de la precedentemente expuesta para juzgar los crímenes contra la humanidad cometidos durante la Segunda Guerra Mundial, la constitución en 1980 del Grupo de Trabajo sobre Desapariciones Forzadas o Involuntarias, dependiente de la Comisión de Derechos Humanos de Naciones Unidas, y la resolución de 1983 de la Organización de Estados Americanos (OEA), resultaron en 1989 en la formulación de la primera sentencia de condena a un Estado por parte de la Corte Interamericana de Derechos Humanos, sentando las bases para la Declaración sobre la protección de todas las personas contra las desapariciones forzadas de la Asamblea General de Naciones Unidas de 1992, la Convención Interamericana sobre Desaparición Forzada de Personas de 1994, la tipificación universal en el Estatuto de Roma de la Corte Penal Internacional de 1998 y la "Convención Internacional para la protección de todas las personas contra las desapariciones forzadas" de la Asamblea General de Naciones Unidas, cuya firma se celebró en París el 6 de febrero del 2007, estableciendo una serie de obligaciones universales jurídicamente vinculantes para los Estados signatarios.
Desde la constitución del Grupo de Trabajo en 1980 hasta la Convención aprobada en 2006, la Organización de las Naciones Unidas registró 51 531 casos oficialmente notificados en 79 países, a los que se añaden las numerosas denuncias y estimaciones de las organizaciones independientes, revelando la problemática mundial de la desaparición forzada que no solamente afecta a los Estados que acumulan casos históricos sin resolver, los que se ven aquejados por conflictos internos o los que mantienen políticas de represión hacia los opositores políticos, sino que las denuncias también se han extendido a los países Occidentales como consecuencia de las controvertidas medidas adoptadas en la lucha contra el terrorismo internacional.
Con el fin de recordar a todas las naciones y gobiernos del mundo la existencia de la realidad de los desaparecidos, la Federación Latinoamericana de Asociaciones de Familiares de Detenidos-Desaparecidos (Fedefam) declaró el 30 de agosto como el Día Internacional del Detenido Desaparecido.

## Terminología
Los adjetivos que acompañan a la definición de la desaparición "forzada" o "involuntaria" se emplean con el fin de distinguir este concepto restringido del concepto más general de aquellos desaparecidos que pueden serlo como resultado de accidentes o calamidades, así como a la de los combatientes en el campo de batalla, a los que asimismo se les refiere como "desaparecidos en combate". Por la particular incidencia de este crimen en el ámbito de los países de [idioma español y habla española], las víctimas son conocidas comúnmente como desaparecidos, palabra que es incluso empleada como tal en su transcripción a otros idiomas. También y particularmente en América Latina, pueden ser designadas como detenidos desaparecidos (DD.DD.).

## Concepto y desarrollo jurídico

### Características generales
La desaparición forzada es un delito complejo, múltiple y acumulativo, ya que atenta contra un conjunto diverso de derechos fundamentales:
- derecho a la vida;[10]
- derecho a la libertad y a la seguridad personal;[11]
- derecho a trato humano y respeto a la dignidad;[12]
- derecho al reconocimiento de la personalidad jurídica;[13]
- derecho a la identidad y a la vida familiar, especialmente en el caso de los niños;[14]
- derecho a reparación, incluso mediante la indemnización;[15]
- derecho a la libertad de opinión, expresión e información;[16][17]
- derechos laborales y políticos.[18][19][20][17]

Este conjunto de derechos vulnerados se concluyen de las primeras sentencias formuladas por organismos internacionales en los años ochenta a partir de los derechos reconocidos, entre otras legislaciones, por el Pacto Internacional de Derechos Civiles y Políticos de 1966 o la Convención Americana sobre Derechos Humanos de 1969 y que sirvieron para desarrollar la jurisprudencia internacional relativa a este crimen.
En caso de guerra, la desaparición forzada de prisioneros vulnera además derechos expresamente establecidos en los cuatro Convenios de Ginebra del 12 de agosto de 1949 y sus dos Protocolos Adicionales:
- derecho a recibir un trato humano;
- derecho a recibir protección frente a actos de violencia;
- derecho a no ser sometido a tortura física o mental o a otras formas de coacción;
- derecho del prisionero a que sus familiares y la Agencia Central de Prisioneros de Guerra del Comité Internacional de la Cruz Roja sean informados de su captura o traslado a otro campo (artículo 70);
- derecho a mantener correspondencia (artículo 71);
- derecho de ser liberados una vez finalizadas las hostilidades (artículo 118).

La desaparición forzada se define también como un abuso continuo, ya que la víctima, entendida como figura sujeto titular del derecho, se extiende a los familiares. Estos sufren en el tiempo el daño de la ausencia de sus allegados desaparecidos, cuya suerte no se esclarece, y de la impunidad de los autores, que no comparecen ante la justicia, y llegan a padecer trastorno por estrés postraumático (véase DSM-5), como se reconoce en las sentencias judiciales. La clasificación de crimen continuo también supone que, procesalmente, los hechos sólo prescriben a partir del momento en que se pueden elucidar, de manera que las familias pueden disponer de un mayor tiempo para presentar las denuncias ante la justicia.
Otra característica de la desaparición forzada es la indefensión jurídica absoluta de la víctima en el momento en el que queda desprotegida de los recursos elementales de habeas corpus o de amparo, como resultado de la actuación de manera deliberadamente secreta de quienes cometen el crimen. Esta circunstancia, sin embargo, permite que su defensa la ejerza cualquier persona cercana, familiar o amigo o incluso una organización no gubernamental, generalmente un organismo defensor de derechos humanos.

### Normas internacionales
Si bien la desaparición forzada de personas es una antigua práctica recién comenzó a ser expresamente reconocida por el derecho internacional luego de su aplicación sistemática en América Latina, como parte del terrorismo de Estado implantado durante la Guerra Fría.
En 1987 varias organizaciones de derechos humanos de Argentina, formaron el Grupo de Iniciativa para una Convención contra las Desapariciones Forzadas de Personas. En 1988 dicho Grupo organizó en la Facultad de Derecho y Ciencias Sociales de la Universidad de Buenos Aires, un coloquio para examinar un proyecto de declaración de las Naciones Unidas sobre el tema, así como un anteproyecto de convención internacional y convención interamericana, también específicos sobre prevención y castigo de la desaparición forzada de personas.
Como consecuencia de la iniciativa argentina, la Asamblea General de las Naciones Unidas aprobó el 18 de diciembre de 1992, la Declaración sobre la Protección de Todas las Personas contra las Desapariciones Forzadas, que como toda declaración no es obligatoria para los Estados. Habría que esperar hasta 2007 para que las Naciones Unidas apruebe una convención internacional obligatoria para prevenir y castigar las desapariciones forzadas. 
En la Declaración de 1992, se evocaba en su preámbulo una definición de desaparición forzada:

...desapariciones forzadas, es decir, que se arreste, detenga o traslade contra su voluntad a las personas, o que éstas resulten privadas de su voluntad de alguna otra forma por agentes gubernamentales de cualquier sector o nivel, por grupos organizados o por particulares que actúan en nombre del gobierno o con su apoyo directo o indirecto, su autorización o su asentimiento, y que luego se niegan a revelar la suerte o paradero de esas personas o a reconocer que están privadas de la libertad, sustrayéndoles así de la protección de la ley,...

Mientras las Naciones Unidas se mostraba cautelosa para castigar las desapariciones forzadas, la iniciativa argentina tuvo más éxito en el continente americano logrando que en 1994 la Organización de Estados Americanos (OEA) aprobara la Convención Interamericana sobre Desaparición Forzada de Personas.
Finalmente en diciembre de 2006 las Naciones Unidas aprobó la Convención Internacional para la protección de todas las Personas contra las Desapariciones Forzadas, estableciendo como nuevo derecho humano en todo el mundo, el derecho a no ser sometido a desaparición forzada. Asimismo representó un avance en lo que respecta a medidas concretas vinculantes, como la obligación de mantener registros centralizados de todos los lugares de detención y de los detenidos y al derecho de los desaparecidos y sus familiares a un recurso efectivo y reparación.
Su artículo 2 de la Convención define la desaparición forzada:

Se entenderá por "desaparición forzada" el arresto, la detención, el secuestro o cualquier otra forma de privación de libertad que sean obra de agentes del Estado o por personas o grupos de personas que actúan con la autorización, el apoyo o la aquiescencia del Estado, seguida de la negativa a reconocer dicha privación de libertad o del ocultamiento de la suerte o el paradero de la persona desaparecida, sustrayéndola a la protección de la ley.

En los apartados del artículo 1, la Convención establece el nuevo derecho humano absoluto, inviolable bajo ninguna circunstancia de excepción:

1. Nadie será sometido a una desaparición forzada.

2. En ningún caso podrán invocarse circunstancias excepcionales tales como estado de guerra o amenaza de guerra, inestabilidad política interna o cualquier otra emergencia pública como justificación de la desaparición forzada.

La Convención impone, asimismo, un conjunto de obligaciones de prevención al Estado recogidas en el artículo 17:
- la prohibición de detenciones secretas y el requisito de que las personas sólo sean privadas de su libertad en lugares oficialmente reconocidos y bajo supervisión;
- el establecimiento de un registro detallado de los detenidos;
- la obligación del Estado de asegurar que todos los detenidos dispongan de un recurso judicial para cuestionar la legalidad de su detención (habeas corpus);
- el derecho de obtener información sobre los detenidos.

La Convención reafirma derechos a los familiares (art. 24):
- derecho a la verdad y a la reparación;
- derecho a conformar asociaciones para luchar contra las desapariciones forzadas.

En el artículo 25, la Convención contempla la sustracción de niños cuyos padres han sido víctimas del crimen de desaparición forzada, la falsificación de la identidad de niños y su adopción, reconociendo el derecho a la identidad, ya incluido en los artículos 7 y 8 de la Convención sobre los Derechos del Niño aprobada en 1987.
La Convención establece un Comité sobre desapariciones forzadas (art. 26) constituido por diez representantes elegidos por los Estados signatarios que, además de supervisar cómo los Estados implementan sus obligaciones, facultará un procedimiento humanitario urgente que le permita realizar visitas de investigación en los países y podrá llevar ante la Asamblea General de las Naciones Unidas situaciones en las que se practiquen desapariciones forzadas de forma generalizada o sistemática.
Según juristas internacionales, la definición señalada en la Convención es fundamental para comprender la realización de los elementos constitutivos del delito y las consecuencias que de ellos se desprende, destacando tres características:
- la desaparición implica la privación de libertad por medios que se indican en los ejemplos que cita, pero también por cualesquiera otros, ya que la definición deja abiertas esas posibilidades;
- la práctica debe ser atribuible al Estado, directa o indirectamente, ya que la Convención establece imposiciones jurídicas a los Estados y no a los particulares;
- la privación de libertad debe ser negada o la suerte de la persona deliberadamente oculta, de manera que se sustrae a la persona de la protección de las leyes habituales, pretendiendo los responsables no tener que dar cuenta de nada, abriendo la posibilidad a cometer todo tipo de abusos.

Por otra parte, se destaca que la Convención prohíbe también el recurso a los Estados de expulsar, rechazar o extraditar personas a terceros países donde haya un riesgo de que sean sometidas a desaparición.

### Derecho penal internacional: crimen de lesa humanidad
La Organización de los Estados Americanos (OEA) fue la primera organización en aplicar un instrumento capaz de dictar sentencias definitivas y obligatorias en casos interestatales y particulares expresamente reconocidas por los Estados Partes interesados, la Corte Interamericana de Derechos Humanos que en 1988 y 1989 pronunció las primeras sentencias condenatorias por casos de desapariciones en contra del Estado de Honduras. 
La OEA adoptó posteriormente la Convención Interamericana sobre Desaparición Forzada de Personas de 1994 con la que asentar el marco jurídico y en la que se considera la desaparición forzada en su preámbulo como delito de lesa humanidad imprescriptible:

...CONSIDERANDO que la desaparición forzada de personas constituye una afrenta a la conciencia del Hemisferio y una grave ofensa de naturaleza odiosa a la dignidad intrínseca de la persona humana... REAFIRMANDO que la práctica sistemática de la desaparición forzada de personas constituye un crimen de lesa humanidad

que define del siguiente modo en su artículo II:

Art. II. Para los efectos de la presente Convención, se considera desaparición forzada la privación de la libertad a una o más personas, cualquiera que fuere su forma, cometida por agentes del Estado o por personas o grupos de personas que actúen con la autorización, el apoyo o la aquiescencia del Estado, seguida de la falta de información o de la negativa a reconocer dicha privación de libertad o de informar sobre el paradero de la persona, con lo cual se impide el ejercicio de los recursos legales y de las garantías procesales pertinentes.

En el artículo III requiere de los Estados la adaptación de sus códigos penales para la tipificación del delito de desaparición forzada:

Art. III. Los Estados Partes se comprometen a adoptar, con arreglo a sus procedimientos constitucionales, las medidas legislativas que fueren necesarias para tipificar como delito la desaparición forzada de personas, y a imponerle una pena apropiada que tenga en cuenta su extrema gravedad. Dicho delito será considerado como continuado o permanente mientras no se establezca el destino o paradero de la víctima

Con el precedente regional de la Corte Interamericana, la constitución de la Corte Penal Internacional extendió en el ámbito universal de las Naciones Unidas la disposición de un instrumento internacional unificado y jurídicamente vinculante que estableciera la obligación expresa del Estado de proteger a los ciudadanos frente al crimen de desaparición forzada.
En vigor desde el 1 de julio de 2002, el artículo 7.º Párrafo 2,i. del Estatuto de Roma de 1998 establece la siguiente definición:

Por "desaparición forzada de personas" se entenderá la aprehensión, la detención o el secuestro de personas por un Estado o una organización política, o con su autorización, apoyo o aquiescencia, seguido de la negativa a admitir tal privación de libertad o dar información sobre la suerte o el paradero de esas personas, con la intención de dejarlas fuera del amparo de la ley por un período prolongado.

Sin embargo, ese mismo artículo 7 estipula que el delito de desaparición forzada y otros solo constituyen un crimen de lesa humanidad "cuando se cometa como parte de un ataque generalizado o sistemático contra una población civil y con conocimiento de dicho ataque".

## Historia del desarrollo jurídico y jurisprudencia internacional

### Antecedentes generales
La evocación del crimen de desaparición forzada arranca con la historia misma de los derechos en la declaración de los Derechos del Hombre y del Ciudadano, formulada el 26 de agosto de 1789 en Francia por las autoridades salidas de la Revolución Francesa, donde ya se afirmaba en sus artículos 7 y 12:

art. 7. Ninguna persona puede ser acusada, detenida ni encarcelada sino en los casos determinados por la ley y según las formas prescritas en ella. Los que solicitan, facilitan, ejecutan o hacen ejecutar órdenes arbitrarias deben ser castigados... (Nul homme ne peut être accusé, arrêté ou détenu que dans les cas déterminés par la loi et selon les formes qu'elle a prescrites. Ceux qui sollicitent, expédient, exécutent ou font exécuter des ordres arbitraires doivent être punis; mais tout citoyen appelé ou saisi en vertu de la loi doit obéir à l'instant; il se rend coupable par la résistance.)

art. 12. La garantía de los derechos del hombre y del ciudadano necesita una fuerza pública. Esta fuerza se instituye, por tanto, para beneficio de todos y no para la utilidad particular de aquéllos que la tienen a su cargo. (La garantie des droits de l'homme et du citoyen nécessite une force publique; cette force est donc instituée pour l'avantage de tous, et non pour l'utilité particulière de ceux à qui elle est confiée.)

A lo largo del siglo XIX, junto con el avance tecnológico aplicado a las guerras que provocó el incremento de la mortandad entre los combatientes y los daños a poblaciones civiles durante los conflictos, se desarrollaron en paralelo movimientos para la concienciación humanitaria en las sociedades occidentales que resultaron en la fundación de las primeras organizaciones humanitarias como la Cruz Roja en 1859 y las primeras tipificaciones internacionales de abusos y delitos o leyes de guerra conocidas como Convenios de Ginebra a partir de 1864.

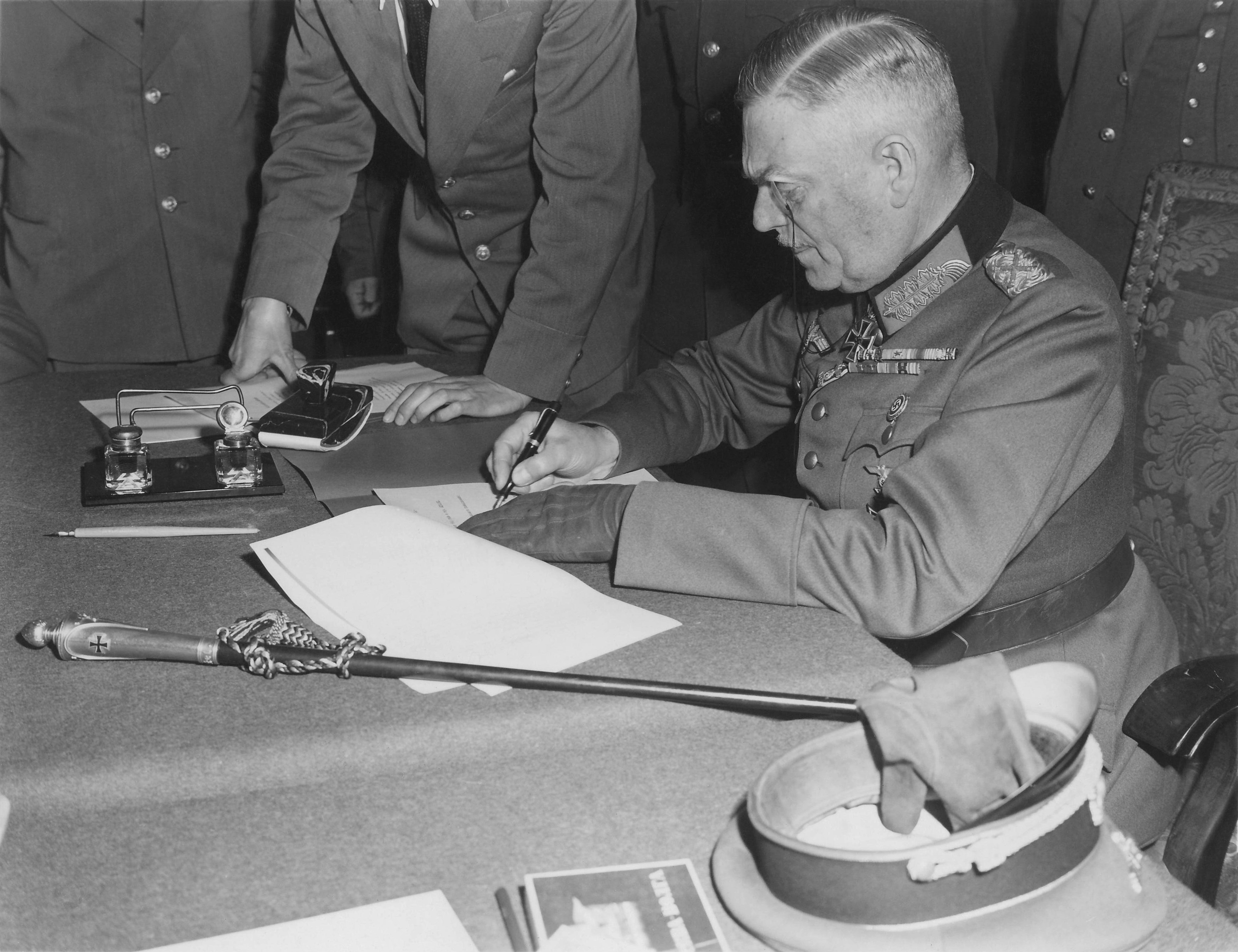
El mariscal Wilhelm Keitel, retratado durante la firma de la rendición incondicional del Tercer Reich ante las fuerzas de ejército soviético en Berlín-Karlshorst el 9 de mayo de 1945. Keitel fue procesado y condenado posteriormente a la pena capital por el Tribunal Militar Internacional de Núremberg, por su responsabilidad en la aplicación del Decreto Nacht und Nebel ("Decreto Noche y Niebla", en alemán), antecedente histórico de la tipificación del crimen de desaparición forzada.

Tras la Segunda Guerra Mundial, en 1946 los procesos de Núremberg pusieron en conocimiento de la opinión pública la amplitud del decreto Nacht und Nebel ("Noche y Niebla"), uno de los antecedentes más destacados del crimen, por el que el régimen nazi de Adolf Hitler detenía y condenaba a muerte a personas en los territorios ocupados de Europa considerados una amenaza para la seguridad del Tercer Reich. Sin embargo, las ejecuciones no eran realizadas inmediatamente sino una vez transportadas las personas a campos en Alemania, como el Campo de Struthof-Natzweiler, donde terminaban por desaparecer, prohibiéndose la comunicación de cualquier información sobre su paradero y suerte según establecía el punto III del decreto:

III. (...) en el caso de que las autoridades alemanas o extranjeras soliciten información sobre tales prisioneros, se les informará de que han sido arrestados, pero que los procedimientos no permiten mayor información.

III. (...)In case German or foreign authorities inquire about such prisoners, they are to be told that they were arrested, but that the proceedings do not allow any further information.

El mariscal de campo alemán Wilhelm Keitel fue la persona condenada en relación con su papel en la aplicación del "decreto NN" de Adolfo Hitler, si bien, como en aquella época todavía no se había aceptado que las desapariciones forzadas formaban parte del concepto de crímenes de lesa humanidad, el Tribunal Penal Internacional de Núremberg lo declaró culpable de crímenes de guerra.

### Antecedentes en América Latina
En 1947, a comienzos de la Guerra Fría, se creó en los EE. UU. el Consejo de Seguridad Nacional para el desarrollo de la doctrina de seguridad nacional. Esta doctrina, y su componente para la represión de disidentes, fue la base del adiestramiento impartido a oficiales de los ejércitos de diversos países de América del Sur en la Escuela de las Américas en Panamá y la US Special Warfare Center & School de Fort Bragg (Carolina del Norte), muchos de los cuales llevarían al extremo esta doctrina represora en varios países.
Con el antecedente regional de los crímenes del régimen de Maximiliano Hernández Martínez en El Salvador en 1932 y los de la represión en Guatemala tras el derrocamiento del gobierno de Jacobo Arbenz entre 1963 y 1966, donde la práctica se fue configurando de manera numerosa por primera vez, fue durante los años 1970 cuando, tras la instauración de las dictaduras militares de Argentina y Chile, acontecieron los más extremos y masivos casos de desapariciones, cuya denuncia por familiares, asociaciones y personas relevantes de la lucha por los derechos humanos llevaría posteriormente al desarrollo de una jurisprudencia internacional especial y al reconocimiento del delito de lesa humanidad de desaparición forzada, perseguido por el Tribunal Penal Internacional.
En otros países como Brasil, a través de la acción del Servicio de Inteligencia Nacional (SIN) tras el golpe de Estado de 1964 o nuevamente en El Salvador y Guatemala, mediante grupos paramilitares como la Organización Democrática Nacionalista (ORDEN) fueron también denunciados casos de desaparecidos hasta mediados de los años ochenta.
Según la Comisión de la Verdad de Panamá, durante la dictadura militar que gobernó el país entre 1968 y 1989 se cometieron al menos 110 asesinatos y desapariciones de opositores en distintos periodos, algunos de los cuales ocurrieron incluso durante la invasión estadounidense de 1989
Otros casos de desaparición que se han dado a conocer y perduran como objeto de denuncia en tanto los procedimientos no se dan por cerrados hasta que se localizan los restos o el paradero de las víctimas han tenido lugar en Uruguay, Paraguay, Bolivia, Colombia, México y Perú.
Aquí un testimonio de una víctima indirecta de la desaparición forzada en Guatemala, durante el Gobierno de Fernando Romeo Lucas García, plasmado en el corto: "Memorias de la Barbarie, donde el académico guatemalteco naturalizado mexicano, narra la persecución y asesinato de su familia a manos del ejército anticomunista.

### Primeras reacciones
La Comisión Interamericana de Derechos Humanos y la Comisión de Derechos Humanos de las Naciones Unidas fueron a partir de 1974 los primeros órganos internacionales de derechos humanos que reaccionaron ante el fenómeno de las desapariciones, a raíz de las denuncias presentadas con relación a los casos ocurridos en Chile desde el golpe de Estado militar del 11 de septiembre de 1973. El informe del Grupo de Trabajo encargado de investigar la situación de los derechos humanos en ese país, presentado a la Comisión de Naciones Unidas el 4 de febrero de 1976, ilustró por primera vez un caso de este tipo, el de Alphonse-René Chanfreau, de origen francés, detenido en julio de 1974 en su domicilio de Santiago de Chile.
Poco antes, en febrero de 1975, la Comisión de Derechos Humanos de las Naciones Unidas había empleado por primera vez el término persons unaccounted for, "personas cuya desaparición no se ha justificado", en una resolución en favor de que se realizaran esfuerzos en relación con desapariciones ocurridas en Chipre como resultado del conflicto armado que resultó en la división de la isla, expresión retomada junto con la de missing people, "personas desaparecidas", en las dos resoluciones de la Asamblea General adoptadas en diciembre de 1975 con respecto a Chipre y Chile.

### Resoluciones de 1977 y 1979
En 1977, la Asamblea General de Naciones Unidas volvió a manifestarse en relación con las desapariciones en su resolución 32/118. Para entonces, el premio Nobel Adolfo Pérez Esquivel había hecho un llamamiento internacional que con el apoyo del gobierno de Francia obtuvo la respuesta de la Asamblea General en forma de la resolución 33/173 del 20 de diciembre de 1978 donde se refería específicamente a las "personas desaparecidas" y se pedía a la Comisión de Derechos Humanos que formulara las recomendaciones apropiadas.
La Comisión autorizó el 6 de marzo de 1979 la designación como expertos del doctor Felix Ermacora y de Waleed M. Sadi, quien hubo de renunciar más tarde por presiones políticas, para que estudiasen la cuestión de la suerte de las desapariciones en Chile, emitiendo un informe a la Asamblea General del 21 de noviembre de 1979. El informe de Félix Ermacora se convirtió en un referente sobre la cuestión jurídica del delito al incluir una serie de conclusiones y recomendaciones que más tarde recogieron las organizaciones y órganos internacionales.
Mientras tanto, en el transcurso del mismo año de 1979, la Asamblea General de la Organización de Estados Americanos adoptó el 31 de octubre una resolución sobre Chile en la que declaraba que la práctica de las desapariciones era "una afrenta a la conciencia del hemisferio", tras haber enviado en septiembre una misión de la Comisión Interamericana a Argentina, que confirmó la práctica sistemática de las desapariciones forzadas por parte de las sucesivas juntas militares. A pesar de las exhortaciones de organizaciones no gubernamentales y organizaciones de familiares de las víctimas, en la misma resolución del 31 de octubre de 1979 la Asamblea General de la OEA emitió una declaración, tras recibir presiones por parte del gobierno argentino, en la que únicamente se instaba a los Estados en que habían desaparecido personas a que se abstuvieran de promulgar o de aplicar leyes que pudieran dificultar la investigación de dichas desapariciones
Poco tiempo después del informe de Félix Ermacora, la Comisión de Derechos Humanos de Naciones Unidas consideró, a iniciativa de Francia, una de las propuestas planteadas y decidió el 29 de febrero de 1980 constituir el Grupo de Trabajo sobre las Desapariciones Forzadas o Involuntarias, el primero de los llamados mecanismos temáticos de la Comisión y el órgano más importante de las Naciones Unidas que se ocupa desde entonces del problema de las desapariciones para los casos que pueden imputarse a los gobiernos, además de emitir recomendaciones a la Comisión y a los gobiernos sobre la manera de mejorar la protección brindada a las personas desaparecidas y a sus familiares y de prevenir los casos de desaparición forzada. A partir de entonces, comenzaron a desarrollarse diferentes causas en diversos organismos jurídicos internacionales, cuyas sentencias sirvieron para fijar una jurisprudencia específica en desaparición forzada.

### Resolución de la OEA de 1983 y primeras condenas
En este campo, el Comité de Derechos Humanos de Naciones Unidas, establecido en 1977 de conformidad con el artículo 28 del Pacto Internacional de Derechos Civiles y Políticos con el fin de vigilar el cumplimiento por los Estados Partes de sus obligaciones, emitió en marzo de 1982 y julio de 1983 dos dictámenes en los que se condenaba al Estado de Uruguay por los casos de Eduardo Bleier, exmiembro del Partido Comunista de Uruguay, residente en Hungría e Israel, desaparecido tras su detención en 1975 en Montevideo, y de Elena Quinteros Almeida, desaparecida desde su arresto en la embajada de Venezuela en Montevideo en junio de 1976, en un incidente que provocó la suspensión de relaciones diplomáticas entre ambos países. En sus sentencias, el Comité se basó en la violación de varios artículos del Pacto Internacional, en especial los relativos a "el derecho a la libertad y a la seguridad personales", "el derecho de los detenidos a ser tratados humanamente y con el debido respeto a la dignidad inherente al ser humano" y el "derecho de todo ser humano al reconocimiento de su personalidad jurídica", mientras que en el caso de Quinteros, se resolvió por primera vez a favor de los familiares considerados igualmente víctimas.
En 1983, la Organización de Estados Americanos (OEA) declararía por su resolución 666 XIII-0/83 que toda desaparición forzada debería calificarse de crimen contra la humanidad. Pocos años después, en 1988 y 1989, la Corte Interamericana de Derechos Humanos pronunció las primeras sentencias condenatorias que declararon culpable al Estado de Honduras por la violación de sus deberes de respeto y garantía de los derechos a la vida, a la libertad e integridad personales de los desaparecidos Ángel Manfredo Velásquez Rodríguez, estudiante hondureño secuestrado en septiembre de 1981 en Tegucigalpa por hombres fuertemente armados de civil conectados con las Fuerzas Armadas Hondureñas, y Saúl Godínez Cruz pero para las cuales, a falta todavía entonces de la tipificación expresa del crimen de desaparición forzada, tuvo que basarse en distintos artículos de la Convención Americana sobre Derechos Humanos de 1969. Otras sentencias emitidas por la Corte Interamericana que sentaron jurisprudencia condenaron a los Estados de Colombia, Guatemala por varios casos incluyendo el llamado de los "niños de la calle", Perú y Bolivia.

### Situación en Europa y resoluciones de 1993 y 1995
En Europa, el Tribunal Europeo de Derechos Humanos con sede en Estrasburgo establecido en 1959 de conformidad con el artículo 38 del Convenio Europeo para la Protección de los Derechos Humanos y las Libertades Fundamentales de 1950, pasando en 1998 a ser un tribunal único y permanente vinculante para todos los Estados miembros del Consejo de Europa. Aunque el Convenio europeo tampoco contiene ninguna prohibición expresa de la práctica de la desaparición forzada, el Tribunal se ocupó en varios casos de desaparición ocurridos en 1993 en el contexto del conflicto entre las fuerzas de seguridad turcas y miembros o partidarios del Partido de los Trabajadores Kurdos (PKK) de la región kurda al sudeste de Turquía.
Otro organismo donde se dictaron bases para la tipificación jurídica del crimen de desaparición forzada fue la Cámara de Derechos Humanos para Bosnia y Herzegovina, tribunal de derechos humanos establecido con arreglo al anexo 6 del Acuerdo de Paz de Dayton de 14 de diciembre de 1995 que, si bien se declaró incompetente por ratione temporis para ocuparse de la mayoría de los 20.000 casos denunciados, formuló varias condenas en contra de la República Serbia de Bosnia y la República de Bosnia y Herzegovina por las que se indemnizaron a varias familias de desaparecidos.

### Hacia la convención internacional de 1992
En paralelo con las resoluciones de los organismos internacionales, varias organizaciones no gubernamentales redactaron proyectos para una convención internacional. En 1981, el Institut des droits de l'homme du Barreau de Paris (Instituto de Derechos Humanos del Colegio de Abogados de París) organizó un coloquio de alto nivel para promover una convención internacional sobre las desapariciones, al que siguieron varios proyectos de declaraciones y convenciones propuestos por la Liga argentina de los derechos humanos, la FEDEFAM en el congreso anual de Perú de 1982 o el Colectivo de Abogados José Alvear Restepo de Bogotá de 1988.
En ese mismo año, el experto francés en la entonces Subcomisión de Prevención de Discriminaciones y Protección a las Minorías, Louis Joinet, preparó el proyecto de texto que sería aprobado en 1992 por la Asamblea General con el título Declaración sobre la protección de todas las personas contra las desapariciones forzadas. La definición presentada se basó en la empleada tradicionalmente por el Grupo de Trabajo sobre las Desapariciones Forzadas o Involuntarias. Aunque la Declaración incluía como principal obligación de los Estados el promulgar la legislación penal concreta, a diferencia de la Convención contra la Tortura, no se estableció el principio de jurisdicción universal ni se acordó que las disposiciones de la Declaración ni las recomendaciones del Grupo de Trabajo fueran jurídicamente vinculantes, por lo que sólo algunos Estados tomaron medidas concretas para cumplirlas.
La Declaración de Naciones Unidas, a pesar de sus carencias, sirvió para despertar el proyecto regional para el continente americano encargado por la Asamblea General de la OEA en 1987 que, aunque había sido redactado por la Comisión Interamericana de Derechos Humanos en 1988, se vio sometido a largas discusiones y modificaciones que resultaron en su estancamiento. En junio de 1994, la Asamblea General de la OEA aprobó finalmente la Convención Interamericana sobre Desaparición Forzada de Personas, que sería el primer instrumento jurídicamente vinculante en la materia, entrando en vigor el 28 de marzo de 1996 tras su ratificación por ocho países: Argentina, Panamá, Uruguay, Costa Rica, Paraguay, Venezuela, Bolivia y Guatemala.
A la vista del escaso éxito de la Declaración de las Naciones Unidas, instrumento no vinculante, que solo pudo influir de manera marginal en reducir la práctica de las desapariciones forzadas, diversas organizaciones no gubernamentales y varios expertos propusieron reforzar la protección contra las desapariciones adoptando también una convención en el marco de las Naciones Unidas. Para ello se retomaron las deliberaciones del Coloquio de París de 1981 presentadas por Louis Joinet en forma de un proyecto aprobado en subcomisión en agosto de 1988. Varios gobiernos, organizaciones internacionales y organizaciones no gubernamentales respondieron a la invitación del secretario general Kofi Annan para aportar comentarios y observaciones al proyecto.

### La Convención internacional de 2006
El 20 de diciembre de 2006, la Asamblea general de Naciones Unidas aprobó el texto de la Convención internacional sobre la desaparición forzada de personas tras más de 25 años de desarrollo, siendo firmado en París el 6 de febrero de 2007 en una ceremonia a la que asistieron representantes de los 53 primeros países signatarios y en la que 20 de ellos la ratificaron inmediatamente. El 19 de abril de 2007, la Comisión de Derechos Humanos actualizó la lista de los países que ratificaron la Convención que ascendía a 59 naciones

## Informe de la ONU (1980~2009)
Desde la constitución del Grupo de Trabajo sobre Desapariciones Forzadas o Involuntarias de la Comisión de Derechos Humanos (CDH) de Naciones Unidas en 1980, el delito de desaparición forzada se ha revelado un problema a escala mundial por afectar a numerosos países de los cinco continentes, por lo que es objeto de un seguimiento particular por parte de la CDH que regularmente publica informes sobre su denuncia y situación, así como de la respuesta y actuación de los gobiernos concernidos.
En el informe del Grupo de Trabajo de 2009, se registraba un total de 53.232 casos transmitidos por el Grupo de Trabajo a los gobiernos desde su creación en 1980 y que afectan a 82 Estados. El número de casos que siguen en estudio por no haberse esclarecido, cerrado o discontinuado se eleva a 42.600. Desde 2004, el Grupo de Trabajo había logrado esclarecer 1.776 casos. En el informe anterior de 2007, el número de casos había sido de 51.531 y afectaba a 79 países. Muchos de los países objeto de los casos están afectados internamente por conflictos violentos, mientras que en otros países se denuncia la práctica de políticas de represión hacia los opositores políticos. En otros países, generalmente del hemisferio occidental y europeos, se registran todavía los casos históricos que permanecen sin resolver y que constituyen delitos permanentes.
En el informe oficial de Naciones Unidas de 2009, de los 82 países donde se identificaban los casos de desaparecidos, los que acumulaban el mayor número (superiores a 1000) trasmitidos son: Irak (16.544), Sri Lanka (12.226), Argentina (3.449), Guatemala (3.155), Perú (3.009), Argelia (2.939), El Salvador (2.661) y Colombia (1.235). Otros países con numerosos casos bajo denuncia (entre 1000 y 100) son: Chile (907), China (116), Congo (114), Etiopía (119), Filipinas (780), Honduras (207), India (430), Indonesia (165), Irán (532), Líbano (320), Marruecos (268), México (392), Nepal (672), Nicaragua (234), Federación Rusa (478), Sudán (383), Turquía (182), Yemen (155) y Timor Oriental (504).
Estas cifras son, en algunos casos, inferiores a las de los registros actualizados y mantenidos por instituciones y organizaciones de denuncia nacionales o internacionales. Así, en el caso de Colombia, la Unidad de Justicia y Paz de la Fiscalía informó en marzo de 2010 de la existencia de hasta 28 000 casos documentados de desaparecidos, responsabilizando de los mismos tanto a organizaciones paramilitares como a la guerrilla involucrada en el conflicto interno que convulsiona a este país. En España, donde el informe de Naciones Unidas de 2007 mencionaba sólo 3 casos denunciados ante el CDH, un censo publicado en 2008 elevó hasta 114.266 el número de casos existentes de desaparecidos, mientras que se registraban otros 12.042 casos que afectaban a la sustracción de niños de padres represaliados.

### Contexto de algunos países
Las circunstancias concretas y el contexto de la situación de los desaparecidos denunciados ante Naciones Unidas en varios países se relacionan a continuación:

#### Argelia: la guerra "sucia" contra el FIS (1992-1998)
Tras la anulación del resultado de las elecciones legislativas en Argelia de 1991 que dieron la victoria al Frente Islámico de Salvación (Front Islamique du Salut, FIS) y el aumento de la violencia asociada al terrorismo islamista, el gobierno proclamó el estado de emergencia el 9 de febrero de 1992. Desde ese momento, los métodos de terrorismo de Estado empleados por las fuerzas militares, la policía y la gendarmería provocaron varias oleadas de desapariciones forzadas, ocurridas especialmente entre 1994 y 1995, en las áreas de mayor apoyo popular al FIS.
Según la presidenta Farouk Ksentini de la Commission nationale consultative pour la protection et la promotion des droits de l'homme, el total de desaparecidos sería de 6.146 personas, víctimas de al menos 95 centros secretos de represión dirigidos por el Département de renseignement et de sécurité (DRS) en coordinación con el Centre de conduite et de coordination des actions de lutte antisubversive (CCC/ALAS) del Estado Mayor del ejército.
Por su parte, hasta 2006 el Grupo de Trabajo sobre desaparecidos de Naciones Unidas había registrado hasta 1.640 denuncias sobre casos que afectaban a todo tipo de personas, hombres y mujeres e incluso niños y ancianos, provenientes de todos los sectores de la sociedad argelina, desde trabajadores y agricultores, hasta comerciantes, técnicos, estudiantes, médicos, periodistas, profesores universitarios y funcionarios, muchos de los cuales no profesaban militancia política alguna.
Las desapariciones denunciadas se concentran en el periodo 1993 a 1997 atribuidas a agentes del Estado: el ejército, los servicios de seguridad, la gendarmería, la policía, las fuerzas de defensa civil y la milicia. El Grupo de Trabajo destacó en su informe de 2007 las diferentes dificultades interpuestas por el gobierno argelino al progreso de las investigaciones tanto por parte del organismo de Naciones Unidas, que hasta entonces solo pudo esclarecer 9 casos, como de las ONG locales, que criticaron abiertamente en 2005 la propuesta del Presidente de Argelia del 29 de septiembre de ese año, por la que se anunciaba un referéndum sobre el proyecto de una Carta para la paz y la reconciliación nacional (Decreto N.º 05-278), considerando que se encubriría una amnistía con la que certificar la impunidad de los responsables.
El informe del Grupo de Trabajo de 2005 declaró que desde entonces algunas ONG argelinas, defensoras de derechos humanos críticas con el proyecto de referéndum, sufrieron intimidaciones por parte de agentes gubernamentales y violencias sobre familiares de desaparecidos, especialmente durante varias manifestaciones ocurridas el 18 y 26 de octubre de 2005.
Amnistía Internacional confirmó las críticas de las organizaciones locales al denunciar en marzo de 2006 que, al expirar el mandato de la comisión gubernamental argelina, ésta recomendó descartar el procesamiento de los autores y la culpabilidad del Estado.

#### Argentina: primeros casos de desaparición forzada
En Argentina se considera a uno de los primeros desaparecidos a Juan Ingallinella o Ingalinella, un médico y político militante en el Partido Comunista que fue detenido por la policía el 17 de junio de 1955 durante la segunda presidencia de Juan Domingo Perón y murió al ser torturado sin que nunca apareciera su cuerpo, en un hecho que tuvo vasta repercusión conocido como el «caso Ingallinella». A raíz de la investigación realizada se condenó a quienes fueron autores materiales del hecho, pero el cuerpo nunca fue hallado, por lo que se lo considera uno de los primeros desaparecidos de la Historia argentina,
después del albañil anarquista Joaquín Penina (1901-1930), «desaparecido» por la policía de Rosario, y de los tres militantes anarquistas Miguel Arcángel Roscigna (1891-1937), Andrés Vázquez Paredes y Fernando Malvicini, «desaparecidos» el 31 de diciembre de 1936.

#### Bosnia Herzegovina: la Guerra de 1992-1995
En el contexto del conflicto, en parte de carácter internacional, de 1992 a 1995 en Bosnia y Herzegovina se reportó la desaparición de más de 30 000 personas, muchas de ellas consideradas víctimas de casos de desaparición forzada, ya que la práctica de las desapariciones formaba parte de la estrategia de las operaciones llamadas de "limpieza étnica", aunque siendo imputables a agentes no estatales, el Grupo de Trabajo sobre las Desapariciones Forzadas o Involuntarias no fue declarado competente para ocuparse de ellos.
Sin embargo, en abril de 1994, la Comisión estableció un proceso especial sobre las personas desaparecidas en el territorio de la antigua Yugoslavia, que únicamente pudo esclarecer la suerte y el paradero de pocos casos.
Tras la entrada en vigor del Acuerdo de Paz de Dayton, los familiares de los desaparecidos presentaron demandas a la Cámara de Derechos Humanos que, sin embargo, en la mayoría de los casos se declaró incompetente ratione temporis para ocuparse de los casos de desaparición ocurridos antes del 14 de diciembre de 1995.
La Comisión Internacional sobre Personas Desaparecidas (ICMP), que tiene su sede actual en Sarajevo, Bosnia y Herzegovina, ha llevado a cabo casi 11.500 identificaciones basadas en ADN, desde noviembre de 2001 hasta hoy en día, en relación con casos de desaparición forzada durante la guerra en Bosnia y Herzegovina.

#### República del Congo: guerra civil y el caso Brazzaville Beach
Desde junio de 1997 el país fue escenario de una nueva guerra civil que opuso a los partidarios del general Denis Sassou-Nguesso y su milicia llamada Cobra, apoyada por fuerzas de Angola, frente a las del presidente electo Pascal Lissouba. Las fuerzas de Sassou tomaron el control de la mayor parte del país desde octubre de 1997 tras forzar el exilio de Lissouba y entrar en la capital Brazzaville anunciando un plan de transición democrática. Sin embargo, los partidarios de Lissouba o milicia de los cocoyes emprendieron una guerra de guerrillas en torno a la capital que quedó dividida en tres zonas bajo el control de las milicias opuestas de los cobras al norte, cocoyes en el centro y al sur, los ninjas de Bernard Kolélas, antiguo rival de político de Lissouba y Sassou. Civiles y agentes sospechosos de apoyar a uno de los bandos opuestos, generalmente en función de su origen étnico, fueron asesinados, arrestados o deportados a áreas interiores del país bajo control de una de las milicias. A partir de 1998, las fuerzas gubernamentales amplificaron los bombardeos de los barrios del sur de la capital provocando un éxodo masivo de civiles hacia las áreas selváticas de la región meridional de Pool o hacia campos de refugiados de la República Democrática del Congo antes de que se acordase un alto el fuego en diciembre de 1999. El acuerdo de paz tripartito entre el gobierno de Sassou, el de Kinshasa y la Delegación Regional para África Central de la Oficina de ACNUR preveía la apertura de un corredor humanitario hasta el puesto fluvial de Brazzaville, conocido como Beach de Brazzaville, por el que se autorizaba el retorno de los refugiados en el antiguo Zaire a partir de abril de 1999 bajo supervisión de ACNUR. Sin embargo, a pesar de la protección internacional, el 4 de mayo de 1999 un primer grupo de 50 repatriados fue detenido para ser interrogado por fuerzas de la policía congoleña a su llegada al Beach de Brazzaville y desapareció, siendo seguido por un segundo grupo de varios cientos de personas, el 14 de mayo que corrieron la misma suerte.
El Grupo de Trabajo de Naciones Unidas registró en su informe de 2007 la desaparición sin resolver de 34 de las 114 personas de aquel convoy constatada ya en informes anteriores.

#### República Popular China
El Grupo de Trabajo sobre desaparecidos recibió hasta la redacción de su informe de 2007 un total de 112 denuncias por desapariciones en China acontecidas desde finales de los años ochenta. La mayoría de las denuncias se concentran en casos relacionados con la represión de movimientos de protesta nacionalista en el Tíbet, destacando el caso de la detención en Nepal de 19 monjes tibetanos en 1988 para ser interrogados por funcionarios chinos y entregados a las autoridades chinas en la frontera de Jatopani sin que se conozca desde entonces su paradero. Tras varias denuncias recibidas con relación al episodio de la plaza de Tian'anmen de 1989, las denuncias sobre desapariciones repuntaron en este país entre 1995 y 2005, al aplicarse sobre seguidores de la doctrina Falun Gong y nuevamente sobre monjes activistas tibetanos acusados de apoyar la independencia y otras personas que desaparecieron después de las celebraciones del 30.º aniversario de la fundación de la Región Autónoma del Tíbet.
Aunque la colaboración de las autoridades permitió el esclarecimiento de la mayor parte las denuncias en las que las personas habían sido puestas en libertad tras un periodo de detención secreta, las denuncias sobre casos individuales han seguido produciéndose entre los años 2000 y 2006, algunas de ellas sobre discapacitados mentales y niños.

#### España: Franquismo y Memoria Histórica
En el caso de España, el Comité de Naciones Unidas había registrado hasta marzo de 2006 tres denuncias por detenciones ilegales que resultaron en desapariciones de oponentes al régimen franquista atribuidas a miembros de la Guardia Civil en los años cuarenta y cincuenta. Sin embargo, a finales de aquel mismo año, diversas organizaciones civiles agrupadas bajo la denominación de Asociaciones de la Memoria Histórica y particulares, simultáneamente al debate de aprobación de la llamada Ley de la Memoria Histórica, presentaron ante la justicia española una demanda para la investigación de los casos de desapariciones acontecidas durante la Guerra Civil (1936-1939) y los años posteriores de represión sobre la base de la "existencia de un plan sistemático y preconcebido de eliminación de oponentes políticos a través de múltiples muertes, torturas, exilio y desapariciones forzadas". Tras un periodo de instrucción, donde fueron censados 114.266 casos, la denuncia resultó en la aceptación de la apertura de una causa por parte del juez titular de Audiencia Nacional, Baltasar Garzón, en un controvertido auto objeto de gran interés mediático.
En el 2010, Amnistía Internacional afirmó que el gobierno español sigue obviando sus responsabilidad de cumplir sus compromisos con la legalidad internacional: investigar todas las desapariciones forzadas, para dar a conocer el paradero de los restos y esclarecer las circunstancias en que se produjeron tan graves abusos. En el sieptembre 2010, Un grupo de trabajo de expertos de Naciones Unidas (ONU) insta a España a juzgar el franquismo, y afirmó que la Ley de Amnistía de 1977 choca con la Declaración sobre la Protección de todas las Persona contra las Desapariciones Forzadas, que dice que España "tiene la obligación de investigar, perseguir y sancionar a los responsables de desapariciones", incluso cuando la amnistía "haya sido aprobada por referéndum o por una consulta".

#### Irak: Sadam Huseín y guerras de Irak
En 2005 fue creada la Agencia nacional para los desaparecidos o National Centre for Missing and Disappeared Persons (NCMDP) con el objetivo de asistir a los familiares y personas cercanas a los cerca de 200.000 casos ocurridos durante la dictadura de Sadam Huseín, en especial a partir de 1978. A estos graves antecedentes, se añadieron nuevas denuncias de prácticas de desapariciones desde el conflicto iniciado en el 2003. El 18 de abril de 2007, el portavoz de la agencia de Naciones Unidas Human Rights Association (HRA) en Irak anunció los resultados de una investigación en colaboración con organizaciones no gubernamentales que estiman en 15.000 el número de personas desaparecidas cuatro años después del inicio de la guerra y la obtención del compromiso del ministerio de los derechos humanos local a redactar un informe para confirmar estos datos.

#### Marruecos: losaños de plomo(1959-1991)

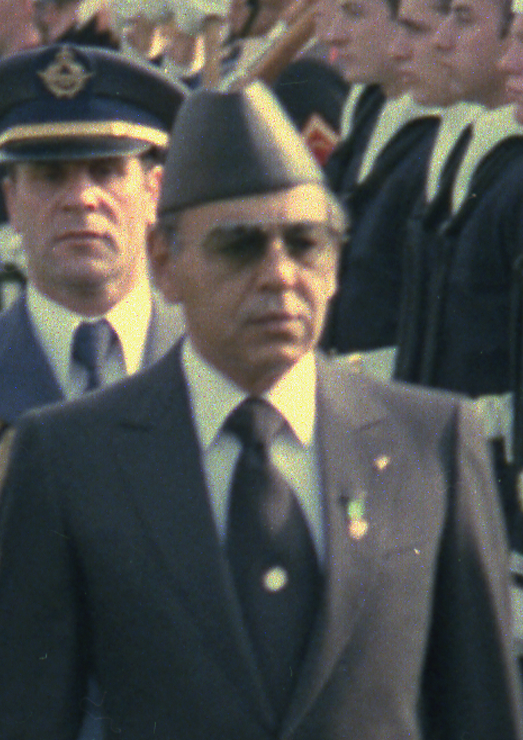
El rey Hasan II, retratado en 1978.

En Marruecos, la desaparición forzada de personas fue una práctica habitual durante los llamados años de plomo del reinado de Hasan II (1959-1999). Son célebres los casos del opositor Mehdi Ben Barka, secuestrado en París en 1965, los de varios militares desaparecidos de la prisión de Kenitra donde cumplían condena y encerrados durante 18 años en la cárcel clandestina subterránea de Tazmamart o los varios centenares de saharauis desaparecidos tras la ocupación militar de este territorio por Marruecos en 1976 que constituyen el colectivo más grande de desaparecidos El paso por centros de detención clandestinos era práctica habitual en el caso de los detenidos políticos, que podían luego ser puestos en libertad, ser detenidos legalmente, ser ejecutados extrajudicialmente o quedar encerrados en lugares secretos indefinidamente. En 1991 fueron liberados varios centenares de detenidos desaparecidos y destruidos los principales centros secretos de detención merced a la presión ejercida por Francia, Estados Unidos y otros países tras una campaña de Amnistía Internacional y varias organizaciones de derechos humanos en Francia En 2003, reinando Mohammed VI, se creó la Instancia Equidad y Reconciliación (IER) para investigar las violaciones de los derechos humanos, incluyendo las desapariciones, en vista de indemnizar a las víctimas o a sus familias, aunque con el límite de que los nombres de las personas responsables de desapariciones y torturas no deben salir a la luz pues se excluye cualquier acción judicial contra ellas.

#### Rusia: casos en Chechenia y otros lugares
El 27 de julio de 2006, el Tribunal Europeo de Derechos Humanos falló la primera sentencia de condena sobre la Federación Rusa por una desaparición ocurrida en el 2000 tras el comienzo del segundo conflicto checheno en 1999 durante el cual, según la organización no gubernamental rusa Memorial, habrían desaparecido en el curso de detenciones arbritarias entre 3 000 y 5 000 personas, mientras que el defensor de los derechos humanos, Lema Khasuev, ha cifrado en 2 096 los casos de desaparición forzada a manos de fuerzas paramilitares en Chechenia.

#### México: Guerra contra el Narcotráfico
Desde el inicio de la guerra contra el Narcotráfico propuesta por el presidente de México Felipe Calderón Hinojosa en 2006 hasta la administración de Enrique Peña Nieto 2014, se han denunciado 22 mil casos de desapariciones forzadas según lo registrado en actas de las diferentes entidades del país comprendidas en el periodo de 2006 a 2014, víctimas que se suman a los desaparecidos de las décadas de los años 60, 70 y 80; en estos hechos algunos gobiernos estatales se han visto implicados en las movilizaciones vinculadas con el narcotráfico. Para contrarrestar esta situación se han creado “Grupos de Autodefensa Popular y Comunitaria” en el país.
Los grupos de autodefensa que han surgido en México tienen diferentes “peculiaridades”, y por eso cada caso debe ser tratado de manera diferente, advirtió el representante en México de la Alta Comisionada de las Naciones Unidas para los Derechos Humanos, Javier Hernández Valencia.
“Las autodefensas merecen una muy detenida valoración y examen caso por caso, porque a veces en el estado de Guerrero eso obedece a ciertas dinámicas locales, pero en otros estados también las dinámicas son peculiares" Proceso (16 de diciembre de 2013) Proceso Surgimiento de grupos de autodefensa debe tratarse caso por caso: ONU

Uno de los mayores actos de desapariciones forzadas cometidos a lo largo de 8 años de lucha contra el crimen organizado se perpetró durante el sexenio de Peña Nieto, suceso ocurrido en la madrugada del 27 de septiembre de 2014, donde resultó involucrado el presidente municipal de Iguala de la Independencia, Guerrero, estudiantes de la Escuela Normal Rural “Raúl Isidro Burgos”, también conocida como de Ayotzinapa, fueron atacados por agentes de la policía municipal dando como resultado 6 personas muertas y 43 estudiantes desaparecidos. El 7 de diciembre de 2014 se confirmó la identidad de los restos mortales de uno de los estudiantes desaparecidos, no habiendo claridad todavía acerca del paradero de los otros 42 normalistas.

La ONU pidió al gobierno mexicano esclarecer el caso calificándolo como “uno de los sucesos más terribles de los tiempos recientes”.

## Legislaciones nacionales
Algunos países han tipificado el delito de desaparición forzada en sus códigos penales.

### Argentina
En Argentina, el delito fue incorporado al Código Penal en 2011, mediante la Ley 26.679, que lo tipificó en el artículo 142 ter con el siguiente texto:

Se impondrá prisión de DIEZ (10) a VEINTICINCO (25) años e inhabilitación absoluta y perpetua para el ejercicio de cualquier función pública y para tareas de seguridad privada, al funcionario público o a la persona o miembro de un grupo de personas que, actuando con la autorización, el apoyo o la aquiescencia del Estado, de cualquier forma, privare de la libertad a una o más personas, cuando este accionar fuera seguido de la falta de información o de la negativa a reconocer dicha privación de libertad o de informar sobre el paradero de la persona.
La pena será de prisión perpetua si resultare la muerte o si la víctima fuere una mujer embarazada, una persona menor de DIECIOCHO (18) años, una persona mayor de SETENTA (70) años o una persona con discapacidad. La misma pena se impondrá cuando la víctima sea una persona nacida durante la desaparición forzada de su madre.
La escala penal prevista en el presente artículo podrá reducirse en un tercio del máximo y en la mitad del mínimo respecto de los autores o partícipes que liberen con vida a la víctima o proporcionen información que permita su efectiva aparición con vida.

El delito fue incorporado a la legislación nacional luego de que en 2011 la Argentina fuera condenada por la Corte Interamericana de Derechos Humanos (CIDH) por la desaparición forzada de Iván Eladio Torres, quien fuera detenido-desaparecido en 2003 por agentes de la policía provincial de Chubut.

## Organismos y asociaciones
El desarrollo legislativo internacional en materia de desapariciones fue impulsado y reclamado desde numerosas organizaciones no gubernamentales surgidas en respuesta a los graves abusos de derechos humanos y casos masivos de desaparecidos especialmente en los años setenta. Naciones Unidas constituyó el Grupo de trabajo en desapariciones forzadas e involuntarias en 1978 que tras un mandato expreso de 1980, es el encargado de registrar e investigar los casos denunciados desde esa fecha:
- el Working Group on Enforced and Involuntary Disappearances (WGEID) o Grupo de Trabajo sobre Desapariciones Forzadas o Involuntarias de la ONU, creado por la resolución 33/173 de la Asamblea General de la ONU tras solicitud al comisionado de derechos humanos;
- la Comisión Internacional sobre Personas Desaparecidas (ICMP);
- el Collectif des familles de disparu(e)s en Algérie (CFDA);
- la International Coalition Against Enforced Disappearances, que coordina la campaña internacional por la ratificación de la Convención.

Por igual existe el Comité contra la Desaparición Forzada, que es el órgano de expertos independientes que supervisa la aplicación de la Convención Internacional para la Protección de todas las Personas contra las Desapariciones Forzadas. Dentro de sus funciones está examinar los informes y formular recomendaciones, recibir denuncias y examinar las comunicaciones en que un Estado Parte alegue que otro Estado Parte no cumple con las obligaciones que le impone.

## Impacto en la cultura
Numerosos artistas han encontrado en la desaparición forzada de personas inspiración para sus creaciones artísticas, con una intención de denuncia o de homenaje hacia las víctimas. Pueden mencionarse:
- Missing (Desaparecido) (1982), película de Constantin Costa-Gavras, con la actuación protagónica de Jack Lemmon y Sissy Spacek, sobre la desaparición de personas en Chile durante la dictadura de Pinochet.
- Desapariciones (1985), canción del cantante panameño Rubén Blades, publicada en su álbum Buscando América, e interpretada por numerosos artistas como Los Fabulosos Cadillacs y Maná.[97]
- Dinosaurios (1983), canción del músico argentino Charly García publicada en su álbum Clics Modernos.[98]
- Preso sin nombre, celda sin número (1982), libro de Jacobo Timerman sobre su propia desaparición en los centros clandestinos de detención de la dictadura argentina de 1976-1983.
- Mi hija Dagmar (1984), libro de Ragmar Hagelin sobre la desaparición de su hija Dagmar Hagelin, una joven adolescente sueca secuestrada por Alfredo Astiz por error durante la dictadura argentina de 1976-1983.
- La obra fotográfica de Gervasio Sánchez.
- La noche de los lápices (1986), película de Héctor Olivera basada en el ensayo periodístico con título homónimo de María Seoane y Héctor Ruiz Núñez. En ella se narra cómo la dictadura de Videla en Argentina secuestró, torturó y mantuvo durante meses encerrados en condiciones infrahumanas a seis adolescentes con edades comprendidas entre los quince y los dieciocho años, que a día de hoy continúan desaparecidos.
- Procedimiento. Memoria de La Perla y la Ribera, de Susana Romano Sued, es una novela experimental que relata la experiencia de un grupo de mujeres detenidas en los centros clandestinos de La Perla y La Ribera, durante la última dictadura militar argentina.[99]